# Souli

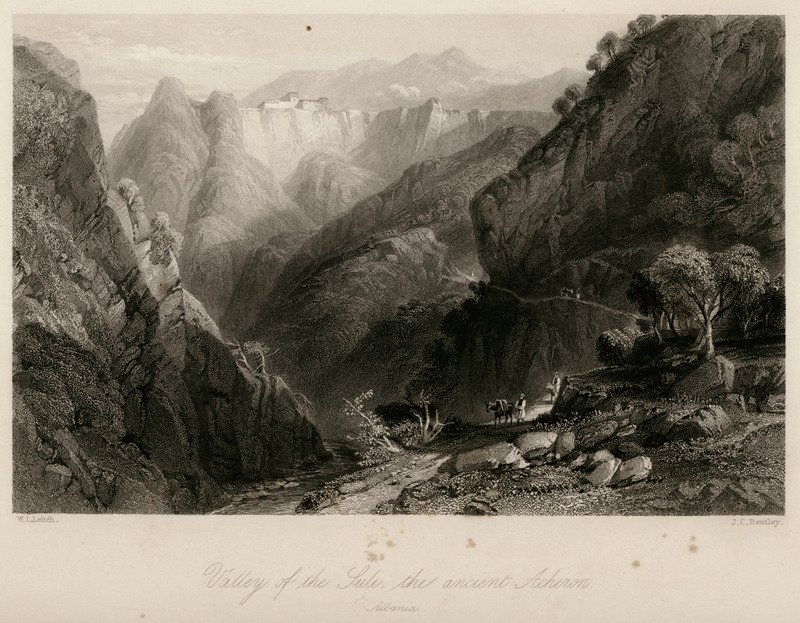
Souli, 1836

Souli o Suli (en griego: Σούλι) es un municipio de la unidad periférica de Tesprótida, an la periferia de Epiro, Grecia. Fue habitado originalmente por exiliados capturados por los otomanos provenientes de Tesprótida, Grecia y Labëria, Albania.  A principios de los tiempos modernos, fue habitado por cerca de 12.000 suliotes. En los siglos XVIII y XIX, los ciudadanos de Souli se rebelaron contra la ocupación otomana, por lo que parte de la población fue nuevamente expulsada. La sede del municipio se encuentra en la localidad de Paramythia.

## Municipio
El actual municipio de Souli se formó tras la reforma de gobiernos locales de 2011 por la fusión de los siguientes 3 municipios anteriores, que se convirtieron en unidades municipales:
- Acherontas
- Paramythia
- Souli